# 6438 Suárez
6438 Suárez este un asteroid din centura principală, descoperit pe 18 ianuarie 1988, de Henri Debehogne.